# John Dekron
John Dekron (* 1967 in Hof) ist ein deutscher Künstler. 
Nach seinem Studium der Physik widmete er sich der Videokunst, dem bewegten Bild und der Musik. Er arbeitet mit eigener Software und nutzt das realtime video processing in der Verbindung mit multimedialen Inhalten als Kunstform.
Die Live-Interaktion mit Musik und Geräuschen hat Dekron zu einem VJ und Aktionskünstler gemacht.
Er arbeitete in mehreren Projekten mit dem Architektur- und Kunstbüro realities:united zusammen. Dabei realisierte er Werke wie das AMICO Projekt im Auftrag des Bauhauses Dessau, die BIX Medienfassade am Kunsthaus Graz oder SPOTS einer großen Licht- und Medieninstallation an den Park Kolonnaden am Potsdamer Platz in Berlin.
Mit verschiedenen Beiträgen war er bereits bei Veranstaltungen wie der Popkomm, mayday, loveparade, dem designmai Berlin oder der transmediale vertreten.